# Chile en la clasificación de Conmebol para la Copa Mundial de Fútbol de 2010
La Selección de fútbol de Chile fue una de las diez selecciones nacionales que participaron en la clasificación de Conmebol para la Copa Mundial de Fútbol de 2010, en la que se definieron los representantes de la Conmebol para la Copa Mundial de Fútbol de 2010 que se desarrolló en Sudáfrica.
La etapa preliminar se jugó en América del Sur, desde el 7 de octubre de 2007 al 14 de octubre de 2009. Se jugaron 18 fechas con el formato de todos contra todos, con partidos de ida y vuelta.
El torneo definió cinco equipos que representaron a la Confederación Sudamericana de Fútbol en la Copa Mundial de Fútbol. Los cuatro mejor posicionados se clasificaron directamente al mundial, mientras que el quinto, Uruguay, jugó un partido de repesca intercontinental frente a Costa Rica.
El seleccionado chileno logró clasificar el 10 de octubre de 2009, en la penúltima fecha, al Mundial de Fútbol 2010. Participaron treinta futbolistas, dirigidos por el entrenador argentino Marcelo Bielsa, la selección Chilena logró su clasificación tras doce años sin participar en la Copa Mundial de Fútbol, consiguiendo, a través de esta clasificación, la octava participación de Chile en la Copa Mundial de Fútbol.

## Previa y preparación
Después del fracaso en la Copa América 2007, tras una vergonzosa derrota ante Brasil por 1-6 y un escándalo en el hotel de concentración de la selección chilena en Puerto Ordaz protagonizada por 6 jugadores titulares de la selección tras una celebración al pase a cuartos de final del torneo. La selección Chilena, tras la renuncia del DT Nelson Acosta, se decidió castigar con 20 partidos a los jugadores sancionados en la Copa América. Los jugadores sancionados fueron: Jorge Valdivia, Jorge Vargas, Pablo Contreras, Reinaldo Navia, Rodrigo Tello y Álvaro Ormeño. De los sancionados, sólo Valdivia, Contreras y Tello volvieron a ser nominados por Bielsa, mientras que Navia, Vargas y Ormeño no volvieron a la selección chilena.
El 10 de agosto de 2007, el exentrenador de la selección de Argentina, Marcelo Bielsa es presentado como el nuevo director técnico de la selección chilena con miras a la eliminatoria a Sudáfrica 2010.  De esa forma, Bielsa preparó a la selección de cara al próximo Mundial, primero haciendo una nómina de 13 jugadores para trabajar entre el 21 y 23 de agosto de 2007, nómina compuesta por Arturo Sanhueza, Miguel Riffo, Gonzalo Fierro, Rodolfo Moya, Roberto Cereceda, Waldo Ponce, Marcelo Salas, Manuel Iturra, José Contreras, Eduardo Rubio, Cristopher Toselli, Gary Medel y Carlos Villanueva. Después, Bielsa hizo su debut en la banca de La Roja jugando amistosos ante la Selección de fútbol de Austria y la de Suiza  con el regreso de varios jugadores de la selección con muy mal trabajo en las Clasificatorias al Mundial 2006. En aquellos partidos, Chile perdió el primero por 1-2, donde descontó Alexis Sánchez y en el segundo partido ante Austria en Viena, logra vencer por 2-0. Así culminó la serie de dos encuentros que Chile tenía programados para septiembre, y también para la preparación.

## Proceso de clasificación

### Tabla de clasificación
| Equipo    | Pts | PJ | PG | PE | PP | GF | GC | Dif |
| --------- | --- | -- | -- | -- | -- | -- | -- | --- |
| Brasil    | 34  | 18 | 9  | 7  | 2  | 33 | 11 | 22  |
| Chile     | 33  | 18 | 10 | 3  | 5  | 32 | 22 | 10  |
| Paraguay  | 33  | 18 | 10 | 3  | 5  | 24 | 16 | 8   |
| Argentina | 28  | 18 | 8  | 4  | 6  | 23 | 20 | 3   |
| Uruguay   | 24  | 18 | 6  | 6  | 6  | 28 | 20 | 8   |
| Ecuador   | 23  | 18 | 6  | 5  | 7  | 22 | 26 | -4  |
| Colombia  | 23  | 18 | 6  | 5  | 7  | 14 | 18 | -4  |
| Venezuela | 22  | 18 | 6  | 4  | 8  | 23 | 29 | -6  |
| Bolivia   | 15  | 18 | 4  | 3  | 11 | 22 | 36 | -14 |
| Perú      | 13  | 18 | 3  | 4  | 11 | 11 | 34 | -23 |

| L\V                  | Bandera de Argentina | Bandera de Bolivia | Bandera de Brasil | Bandera de Chile | Bandera de Colombia | Bandera de Ecuador | Bandera de Paraguay | Bandera de Perú | Bandera de Uruguay | Bandera de Venezuela |
| Bandera de Argentina |                      | 3:0                | 1:3               | 2:0              | 1:0                 | 1:1                | 1:1                 | 2:1             | 2:1                | 4:0                  |
| Bandera de Bolivia   | 6:1                  |                    | 2:1               | 0:2              | 0:0                 | 1:3                | 4:2                 | 3:0             | 2:2                | 0:1                  |
| Bandera de Brasil    | 0:0                  | 0:0                |                   | 4:2              | 0:0                 | 5:0                | 2:1                 | 3:0             | 2:1                | 0:0                  |
| Bandera de Chile     | 1:0                  | 4:0                | 0:3               |                  | 4:0                 | 1:0                | 0:3                 | 2:0             | 0:0                | 2:2                  |
| Bandera de Colombia  | 2:1                  | 2:0                | 0:0               | 2:4              |                     | 2:0                | 0:1                 | 1:0             | 0:1                | 1:0                  |
| Bandera de Ecuador   | 2:0                  | 3:1                | 1:1               | 1:0              | 0:0                 |                    | 1:1                 | 5:1             | 1:2                | 0:1                  |
| Bandera de Paraguay  | 1:0                  | 1:0                | 2:0               | 0:2              | 0:2                 | 5:1                |                     | 1:0             | 1:0                | 2:0                  |
| Bandera de Perú      | 1:1                  | 1:0                | 1:1               | 1:3              | 1:1                 | 1:2                | 0:0                 |                 | 1:0                | 1:0                  |
| Bandera de Uruguay   | 0:1                  | 5:0                | 0:4               | 2:2              | 3:1                 | 0:0                | 2:0                 | 6:0             |                    | 1:1                  |
| Bandera de Venezuela | 0:2                  | 5:3                | 0:4               | 2:3              | 2:0                 | 3:1                | 1:2                 | 3:1             | 2:2                |                      |

|  | Clasificado directamente para la Copa Mundial de Fútbol de 2010.                                                  |
|  | Clasificado al Mundial 2010, ya que ganó la repesca intercontinental frente a Costa Rica, su similar de Concacaf. |
|  | Eliminado. |

|  | Triunfo de Chile. |
|  | Empate.           |
|  | Derrota de Chile. |

### Puntos obtenidos contra cada selección durante las eliminatorias
La siguiente es una tabla detallada de los 33 puntos obtenidos contra cada una de las 9 selecciones que enfrentó la selección chilena durante las eliminatorias. 
| VS        | Bandera de Argentina | Bandera de Bolivia | Bandera de Brasil | Bandera de Colombia | Bandera de Ecuador | Bandera de Paraguay | Bandera de Perú | Bandera de Uruguay | Bandera de Venezuela | Total |
| --------- | -------------------- | ------------------ | ----------------- | ------------------- | ------------------ | ------------------- | --------------- | ------------------ | -------------------- | ----- |
| Local     | 3                    | 3                  | 0                 | 3                   | 3                  | 0                   | 3               | 1                  | 1                    | 17    |
| Visitante | 0                    | 3                  | 0                 | 3                   | 0                  | 3                   | 3               | 1                  | 3                    | 16    |
| Total     | 3                    | 6                  | 0                 | 6                   | 3                  | 3                   | 6               | 2                  | 4                    | 33    |

### Partidos

#### Primera vuelta
| 13 de octubre de 2007, 17:40 (UTC-3) | Argentina         | 2:0 (2:0) | Chile | Estadio Monumental, Buenos Aires |                            |
|                                      | Riquelme 26', 45' | Reporte   |       | Árbitro(s): Martín Vázquez       | Árbitro(s): Martín Vázquez |

| 17 de octubre de 2007, 19:10 (UTC-3) | Chile                        | 2:0 (1:0) | Perú | Estadio Nacional, Santiago |                        |
|                                      | Suazo 11' · M. Fernández 51' | Reporte   |      | Árbitro(s): Oscar Ruiz     | Árbitro(s): Oscar Ruiz |

| 18 de noviembre de 2007, 17:00 (UTC−2) | Uruguay                | 2:2 (1:0) | Chile                 | Estadio Centenario, Montevideo |                            |
|                                        | Suárez 41' · Abreu 81' | Reporte   | Salas 59', 69' (pen.) | Árbitro(s): Sergio Pezzota     | Árbitro(s): Sergio Pezzota |

| 21 de noviembre de 2007, 22:30 (UTC-3) | Chile | 0:3 (0:2) | Paraguay                       | Estadio Nacional, Santiago                             |                                                        |
|                                        |       | Reporte   | Cabañas 24' · Silva 45+2', 57' | Asistencia: 52 320 espectadores Árbitro(s): Oscar Ruiz | Asistencia: 52 320 espectadores Árbitro(s): Oscar Ruiz |

| 15 de junio de 2008, 19:30 (UTC-4) | Bolivia | 0:2 (0:1) | Chile          | Estadio Hernando Siles, La Paz                            |                                                           |
|                                    |         | Reporte   | Medel 28', 76' | Asistencia: 27 722 espectadores Árbitro(s): Victor Rivera | Asistencia: 27 722 espectadores Árbitro(s): Victor Rivera |

| 19 de junio de 2008, 20:00 (UTC-4:30) | Venezuela                  | 2:3 (0:0) | Chile                              | Estadio José Antonio Anzoátegui, Puerto La Cruz             |                                                             |
|                                       | Maldonado 59' · Arango 80' | Reporte   | Suazo 54' (pen.), 90+2' · Jara 73' | Asistencia: 38 000 espectadores Árbitro(s): Roberto Silvera | Asistencia: 38 000 espectadores Árbitro(s): Roberto Silvera |

| 7 de septiembre de 2008, 21:00 (UTC-3) | Chile | 0:3 (0:2) | Brasil                         | Estadio Nacional, Santiago                                |                                                           |
|                                        |       | Reporte   | Fabiano 21', 83' · Robinho 45' | Asistencia: 60 239 espectadores Árbitro(s): Carlos Torres | Asistencia: 60 239 espectadores Árbitro(s): Carlos Torres |

| 10 de septiembre de 2008 , 18:40 (UTC−3) | Chile                                                 | 4:0 (2:0) | Colombia | Estadio Nacional, Santiago                                  |                                                             |
|                                          | Jara 26' · Suazo 38' · Fuentes 48' · M. Fernández 71' | Reporte   |          | Asistencia: 47 459 espectadores Árbitro(s): Jorge Larrionda | Asistencia: 47 459 espectadores Árbitro(s): Jorge Larrionda |

| 12 de octubre de 2008, 16:55 (UTC−5) | Ecuador     | 1:0 (0:0) | Chile | Estadio Olímpico Atahualpa, Quito                          |                                                            |
|                                      | Benitez 70' | Reporte   |       | Asistencia: 33 079 espectadores Árbitro(s): Martín Vazquez | Asistencia: 33 079 espectadores Árbitro(s): Martín Vazquez |

#### Segunda vuelta
| 15 de octubre de 2008, 20:15 (UTC−3)                        | Chile        | 1:0 (1:0) | Argentina | Estadio Nacional, Santiago                            |                                                       |
|                                                             | Orellana 35' | Reporte   |           | Asistencia: 65000 espectadores Árbitro(s): Oscar Ruiz | Asistencia: 65000 espectadores Árbitro(s): Oscar Ruiz |
| Primera Victoria en eliminatorias de Chile sobre Argentina. |              |           |           |                                                       |                                                       |

| 29 de marzo de 2009, 18:10 (UTC-5) | Perú     | 1:3 (1:2) | Chile                                            | Estadio Nacional, Lima                                     |                                                            |
|                                    | Fano 34' | Reporte   | Sánchez 2' · Suazo 32' (pen.) · M. Fernández 70' | Asistencia: 48700 espectadores Árbitro(s): Carlos Amarilla | Asistencia: 48700 espectadores Árbitro(s): Carlos Amarilla |

| 1 de abril de 2009, 19:10 (UTC−4) | Chile | 0:0     | Uruguay | Estadio Nacional, Santiago                                  |                                                             |
|                                   |       | Reporte |         | Asistencia: 55 000 espectadores Árbitro(s): Héctor Baldassi | Asistencia: 55 000 espectadores Árbitro(s): Héctor Baldassi |

| 6 de junio de 2009, 18:50 (UTC-4) | Paraguay | 0:2 (0:1) | Chile                        | Defensores del Chaco, Asunción                             |                                                            |
|                                   |          | Reporte   | M. Fernández 13' · Suazo 51' | Asistencia: 34 000 espectadores Árbitro(s): Sergio Pezzota | Asistencia: 34 000 espectadores Árbitro(s): Sergio Pezzota |

| 10 de junio de 2009, 21:00 (UTC-4) | Chile                                           | 4:0 (0:1) | Bolivia | Estadio Nacional, Santiago                                  |                                                             |
|                                    | Beausejour 44' · Estrada 44' · Sánchez 77', 89' | Reporte   |         | Asistencia: 60 214 espectadores Árbitro(s): Roberto Silvera | Asistencia: 60 214 espectadores Árbitro(s): Roberto Silvera |

| 5 de septiembre de 2009, 21:30 (UTC-3) | Chile                  | 2:2 (1:2) | Venezuela                 | Estadio Monumental, Santiago |  |
|                                        | Vidal 11' · Millar 53' | Reporte   | Maldonado 34' · Rey 45+1' |                              |  |

| 9 de septiembre de 2009, 22:00 (UTC−3) | Brasil                              | 4:2 (2:1) | Chile                   | Estadio de Pituaçu, Salvador de Bahía                       |                                                             |
|                                        | Nilmar 31', 74', 76' · Baptista 40' | Reporte   | Suazo 45+1' (pen.), 52' | Asistencia: 30 000 espectadores Árbitro(s): Jorge Larrionda | Asistencia: 30 000 espectadores Árbitro(s): Jorge Larrionda |

| 10 de octubre de 2009 , 17:00 (UTC−5) | Colombia                  | 2:4 (1:2) | Chile                                               | Estadio Atanasio Girardot, Medellín                       |                                                           |
|                                       | Martinez 14' · Moreno 63' | Reporte   | Ponce 34' · Suazo 35' · Valdivia 71' · Orellana 78' | Asistencia: 18 000 espectadores Árbitro(s): Victor Rivera | Asistencia: 18 000 espectadores Árbitro(s): Victor Rivera |

| 14 de octubre de 2009, 19:00 (UTC-3) | Chile     | 1:0 (0:0) | Ecuador | Estadio Monumental, Santiago |  |
|                                      | Suazo 53' | Reporte   |         |                              |  |

## Hitos
- Durante las clasificatorias, Chile fue el equipo que consiguió más puntos de visita: 16 puntos contra 15 de Brasil.

- Durante las clasificatorias, Chile fue el segundo equipo con más puntos, después de Brasil, siendo primera vez que sucede esto.

- Consiguió un empate contra Uruguay en Montevideo: Chile nunca había conseguido puntos de visita ante Uruguay en la historia de las clasificatorias, aunque sí en Copa América, la última vez fue en el Campeonato Sudamericano 1967.

- Obtuvo un triunfo contra Argentina en Santiago: Chile jamás había conseguido una victoria ante Argentina en la historia de las clasificatorias.

- Consiguió una victoria contra Perú en Lima, luego de 23 años sin ganar en esa ciudad desde la Clasificación para la Copa Mundial de 1986. Además, junto a Ecuador, fue la única selección que, como visitante, venció a Perú.

- Obtuvo un triunfo contra Paraguay en Asunción, luego de 28 años sin ganar en Paraguay. Además, junto a Colombia, fue la única selección que, como visitante, venció a Paraguay.

- Consiguió anotar goles ante Brasil de visita por primera vez en clasificatorias, y es la primera vez desde 1949, en el Campeonato Sudamericano 1949; sin embargo, los 2 goles de Humberto Suazo no bastaron para conseguir un punto frente a los 4 goles brasileños.

- Obtuvo una victoria contra Colombia en Medellín: Chile nunca había logrado un triunfo de visita ante Colombia en la historia de las clasificatorias.

### Goleadores
El goleador de la Selección Chilena durante las clasificatorias fue Humberto Suazo, quien también fue el goleador de las clasificatorias.
| Jugador          | Club                               | Goles |
| ---------------- | ---------------------------------- | ----- |
| Humberto Suazo   | Club de Fútbol Monterrey           | 10    |
| Matías Fernández | Sporting de Lisboa                 | 4     |
| Alexis Sánchez   | Udinese Calcio                     | 3     |
| Marcelo Salas    | Club Universidad de Chile          | 2     |
| Gonzalo Jara     | West Bromwich Albion Football Club | 2     |
| Gary Medel       | Boca Juniors                       | 2     |
| Fabián Orellana  | Xerez Club Deportivo               | 2     |
| Waldo Ponce      | Club Atlético Velez Sarsfield      | 1     |
| Jean Beausejour  | Club América                       | 1     |
| Arturo Vidal     | Bayer Leverkusen                   | 1     |
| Marco Estrada    | Club Universidad de Chile          | 1     |
| Rodrigo Millar   | Colo Colo                          | 1     |
| Ismael Fuentes   | Atlas Fútbol Club                  | 1     |
| Jorge Valdivia   | Al Ain FC                          | 1     |

### Asistencias
| Jugador           | Club                      | Asistencias |
| ----------------- | ------------------------- | ----------- |
| Alexis Sánchez    | Udinese Calcio            | 4           |
| Jorge Valdivia    | Al Ain FC                 | 4           |
| Matías Fernández  | Sporting de Lisboa        | 3           |
| Gary Medel        | Boca Juniors              | 3           |
| Jean Beausejour   | Club América              | 3           |
| Arturo Vidal      | Bayer Leverkusen          | 2           |
| Carlos Villanueva | Audax Italiano La Florida | 2           |
| Fabián Orellana   | Xerez Club Deportivo      | 2           |
| Marco Estrada     | Club Universidad de Chile | 1           |
| Mark González     | CSKA Moscú                | 1           |
| Rodrigo Millar    | Colo Colo                 | 1           |

### Detalles de participación
En este apartado se encuentran, en detalle, los jugadores que fueron convocados (tanto los que jugaron como fueron alternativas) para disputar los duelos eliminatorios camino a Sudáfrica 2010 con la camiseta de la selección chilena:
| Dorsal (es)    | Pos.          | Jugador                      | Convocatorias | Edad    | PJ (T/S)  | Minutos jugados | Goles anotados | Asistencias | Tarjetas Amarillas | Doble tarjeta amarilla y tarjeta roja | Tarjetas roja directa |
| -------------- | ------------- | ---------------------------- | ------------- | ------- | --------- | --------------- | -------------- | ----------- | ------------------ | ------------------------------------- | --------------------- |
| 1              | Portero       | Claudio Bravo                | 9/9           | 41 años | 18 (18/0) | 1.620'          | 0              | 0           | 1                  | 0                                     | 0                     |
| 12             | Portero       | Miguel Pinto (AS)            | 7/9           | 41 años | 0 (0/0)   | 0'              | 0              | 0           | 0                  | 0                                     | 0                     |
| 12             | Portero       | Nicolás Peric (AS)           | 2/9           | 46 años | 0 (0/0)   | 0'              | 0              | 0           | 0                  | 0                                     | 0                     |
| -              | Portero       | Cristopher Toselli (AS)      | 4/9           | 36 años | 0 (0/0)   | 0'              | 0              | 0           | 0                  | 0                                     | 0                     |
| -              | Portero       | Nery Veloso (AS)             | 3/9           | 38 años | 0 (0/0)   | 0'              | 0              | 0           | 0                  | 0                                     | 0                     |
| 8              | Defensa       | Arturo Vidal                 | 8/9           | 37 años | 11 (10/1) | 788'            | 1              | 2           | 3                  | 0                                     | 0                     |
| 3, 5, 18       | Defensa       | Waldo Ponce                  | 9/9           | 42 años | 13 (12/1) | 1.092'          | 1              | 0           | 2                  | 0                                     | 0                     |
| 5              | Defensa       | Miguel Riffo                 | 2/9           | 43 años | 4 (4/0)   | 360'            | 0              | 0           | 1                  | 0                                     | 0                     |
| 2              | Defensa       | Cristián Álvarez             | 3/9           | 45 años | 3 (3/0)   | 204'            | 0              | 0           | 1                  | 1                                     | 0                     |
| 2, 4           | Defensa       | Ismael Fuentes               | 9/9           | 43 años | 8 (4/4)   | 378'            | 1              | 0           | 1                  | 0                                     | 1                     |
| 17             | Defensa       | Gary Medel                   | 7/9           | 37 años | 12 (12/0) | 1.075'          | 2              | 3           | 2                  | 0                                     | 0                     |
| 18             | Defensa       | Gonzalo Jara                 | 8/9           | 39 años | 13 (12/1) | 1.107'          | 2              | 0           | 3                  | 1                                     | 0                     |
| 2, 3, 4, 13    | Defensa       | Roberto Cereceda             | 7/9           | 40 años | 10 (7/3)  | 645'            | 0              | 0           | 3                  | 0                                     | 0                     |
| 5              | Defensa       | Pablo Contreras              | 4/9           | 46 años | 5 (2/3)   | 284'            | 0              | 0           | 1                  | 0                                     | 0                     |
| 2              | Defensa       | Hans Martínez                | 2/9           | 38 años | 1 (0/1)   | 5'              | 0              | 0           | 0                  | 0                                     | 0                     |
| -              | Defensa       | Osvaldo González (Suplente)  | 2/9           | 40 años | 0 (0/0)   | 0'              | 0              | 0           | 0                  | 0                                     | 0                     |
| 2, 3, 6, 16    | Mediocampista | Mauricio Isla                | 6/9           | 36 años | 5 (3/2)   | 214'            | 0              | 0           | 1                  | 1                                     | 0                     |
| 16             | Mediocampista | Manuel Iturra                | 6/9           | 40 años | 5 (4/1)   | 295'            | 0              | 0           | 2                  | 0                                     | 0                     |
| 2, 4, 8 15, 16 | Mediocampista | Hugo Droguett                | 5/9           | 42 años | 6 (4/2)   | 431'            | 0              | 0           | 1                  | 0                                     | 0                     |
| 13             | Mediocampista | Marco Estrada                | 5/9           | 41 años | 9 (6/3)   | 636'            | 1              | 1           | 3                  | 0                                     | 0                     |
| 3              | Mediocampista | Claudio Maldonado            | 2/9           | 45 años | 2 (1/1)   | 117'            | 0              | 0           | 0                  | 0                                     | 0                     |
| 14             | Mediocampista | Matías Fernández             | 8/9           | 38 años | 15 (15/0) | 1.157'          | 4              | 3           | 2                  | 0                                     | 0                     |
| 10             | Mediocampista | Luis Antonio Jiménez         | 2/9           | 40 años | 2 (0/2)   | 47'             | 0              | 0           | 1                  | 0                                     | 0                     |
| 15             | Mediocampista | Carlos Villanueva            | 3/9           | 39 años | 3 (0/3)   | 126'            | 0              | 2           | 1                  | 0                                     | 0                     |
| 17             | Mediocampista | Milovan Mirosevic (Suplente) | 1/9           | 44 años | 0 (0/0)   | 0'              | 0              | 0           | 0                  | 0                                     | 0                     |
| 8              | Mediocampista | José Pedro Fuenzalida        | 1/9           | 40 años | 1 (1/0)   | 45'             | 0              | 0           | 0                  | 0                                     | 0                     |
| 6              | Mediocampista | Carlos Carmona               | 7/9           | 38 años | 11 (11/0) | 931'            | 0              | 0           | 6                  | 0                                     | 0                     |
| 10, 16         | Mediocampista | Pedro Morales                | 4/9           | 39 años | 4 (2/2)   | 150'            | 0              | 0           | 0                  | 0                                     | 0                     |
| 15, 16         | Mediocampista | Jean Beausejour              | 7/9           | 40 años | 12 (11/1) | 819'            | 1              | 3           | 1                  | 0                                     | 0                     |
| 10             | Mediocampista | Jorge Valdivia               | 5/9           | 41 años | 6 (1/5)   | 243'            | 1              | 4           | 1                  | 0                                     | 1                     |
| 18             | Mediocampista | Emilio Hernández (Suplente)  | 1/9           | 40 años | 0 (0/0)   | 0'              | 0              | 0           | 0                  | 0                                     | 0                     |
| 8              | Mediocampista | Rodrigo Tello                | 4/9           | 45 años | 1 (0/1)   | 18'             | 0              | 0           | 0                  | 0                                     | 0                     |
| 4, 5           | Mediocampista | Rodrigo Millar               | 3/9           | 43 años | 6 (4/2)   | 423'            | 1              | 1           | 0                  | 0                                     | 0                     |
| -              | Mediocampista | Rafael Caroca (Suplente)     | 1/9           | 35 años | 0 (0/0)   | 0'              | 0              | 0           | 0                  | 0                                     | 0                     |
| 6, 18          | Delantero     | Gonzalo Fierro               | 4/9           | 41 años | 4 (2/2)   | 161'            | 0              | 0           | 1                  | 0                                     | 0                     |
| 11, 17         | Delantero     | Mark González                | 8/9           | 40 años | 13 (11/2) | 868'            | 0              | 1           | 1                  | 0                                     | 0                     |
| 11             | Delantero     | Marcelo Salas                | 2/9           | 50 años | 4 (3/1)   | 313'            | 2              | 0           | 0                  | 0                                     | 0                     |
| 9              | Delantero     | Humberto Suazo               | 9/9           | 43 años | 18 (18/0) | 1.485'          | 10             | 0           | 2                  | 0                                     | 0                     |
| 7              | Delantero     | Eduardo Rubio                | 2/9           | 41 años | 4 (3/1)   | 141'            | 0              | 0           | 1                  | 0                                     | 0                     |
| 7, 13, 16, 17  | Delantero     | Fabián Orellana              | 9/9           | 39 años | 5 (2/3)   | 247'            | 2              | 2           | 1                  | 0                                     | 1                     |
| 6              | Delantero     | Rodolfo Moya                 | 1/9           | 45 años | 1 (0/1)   | 12'             | 0              | 0           | 0                  | 0                                     | 0                     |
| 7              | Delantero     | Alexis Sánchez               | 7/9           | 36 años | 12 (12/0) | 1.057'          | 3              | 4           | 4                  | 1                                     | 0                     |
| 8              | Delantero     | Daúd Gazale                  | 1/9           | 40 años | 1 (0/1)   | 30'             | 0              | 0           | 0                  | 0                                     | 0                     |
| 8              | Delantero     | Héctor Mancilla              | 3/9           | 44 años | 2 (0/2)   | 24'             | 0              | 0           | 0                  | 0                                     | 0                     |
| 11             | Delantero     | Esteban Paredes              | 2/9           | 44 años | 1 (0/1)   | 58'             | 0              | 0           | 0                  | 0                                     | 0                     |
| -              | Delantero     | Juan Gonzalo Lorca           | 1/9           | 40 años | 0 (0/0)   | 0'              | 0              | 0           | 0                  | 0                                     | 0                     |

## Resultado final
| Chile                                                  |
| Clasificado                                            |
| Archivo:FIFA World Cup South Africa 2010 logo text.png |
| 8.° participación                                      |